# Anna Camp

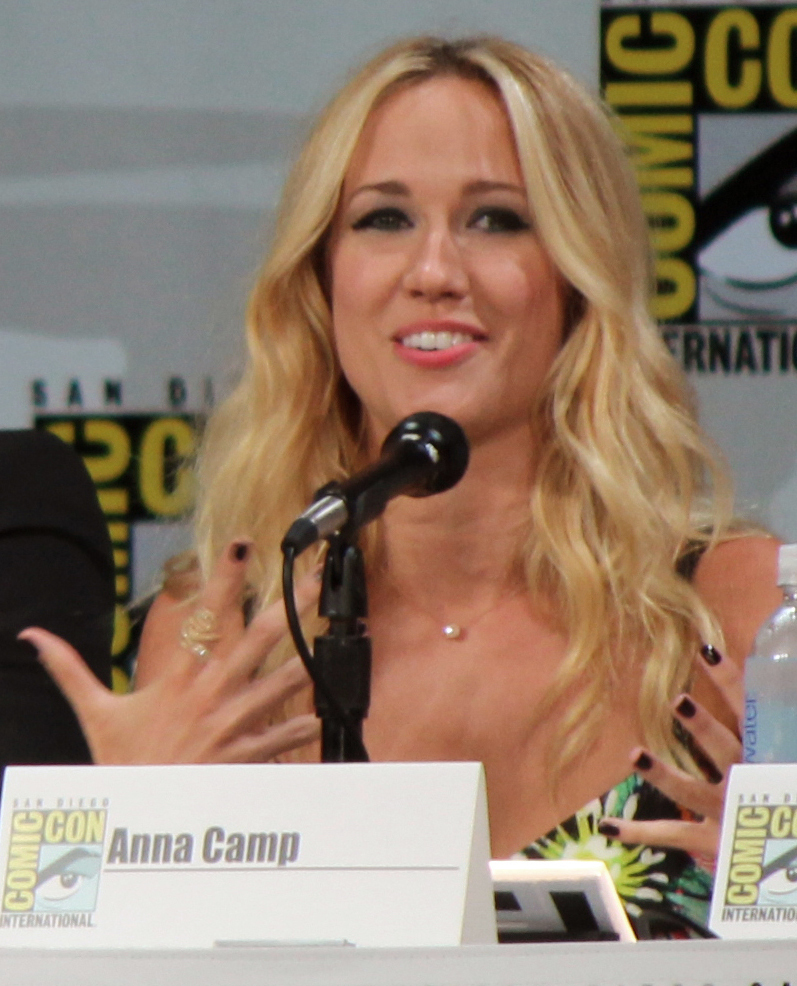
Anna Camp (2014)

Anna Ragsdale Camp (* 27. September 1982 in Aiken, South Carolina) ist eine US-amerikanische Schauspielerin. Bekannt ist sie für ihre Rolle der Aubrey im Film Pitch Perfect (2012) und durch eine wiederkehrende Rolle in der Comedyserie The Mindy Project (2012–2013).

## Leben und Karriere
Anna Camp wurde in Aiken, South Carolina, geboren und wuchs in Columbia auf. Sie besuchte die Meadowfield Elementary School und hatte in der zweiten Klasse eine Rolle in dem Stück Drug Abuse Resistance Education, das brachte sie zum Schauspielern. Sie ging auf die University of North Carolina School of the Arts und schloss sie 2004 mit dem Bachelor of Fine Arts ab. Im selben Jahr ging sie nach New York City.
2008 spielte sie neben Daniel Radcliffe die Rolle der Jill Mason in Peter Shaffers Equus. Über die Rolle sagte Camp: „Ich dachte viel darüber nach. Ich war mir sogar unsicher, ob ich [die Rolle in] 'Equus' übernehmen würde, wegen der Nacktszenen und aufgrund des hohen Anspruchs, den das Stück hat. Aber man lebt nur einmal und man muss diese Risiken eingehen, denn nur dadurch wird man ein besserer Mensch oder Schauspieler.“ (orig. „I had a lot of thought; I didn't even know if I was going to do Equus because of the nudity and because of the high profile [aspect] of it. But you only live once and you have to take those risks because you'll only be a better person or actor because of it.“) Es folgten Gastrollen in verschiedenen Fernsehserien, darunter Das Büro, Glee (beide 2009), Numbers – Die Logik des Verbrechens, Covert Affairs (beide 2010) und House of Lies (2012). In der HBO-Serie True Blood, in AMCs Mad Men und in der CBS-Serie Good Wife spielte sie jeweils eine wiederkehrende Nebenrolle.
2012 war sie in der Filmkomödie Pitch Perfect neben Anna Kendrick, Skylar Astin und Brittany Snow in der Hauptrolle als Aubrey Posen zu sehen. Zusammen mit der Besetzung konnte sie bei den MTV Movie Awards 2013 einen MTV Movie Award gewinnen. In der Fox-Sitcom The Mindy Project porträtiert sie seit 2012 die Gwen Grandy. Während sie in der Serie in den ersten 13 Episoden als Hauptdarstellerin geführt wurde, war sie ab Episode 14 nur noch eine Nebendarstellerin. 2015 wirkte sie in Pitch Perfect 2 mit, wo sie ein Motivationscamp in der Wildnis leitet. Auch im dritten Teil war sie 2017 zu sehen. Weitere Film- und Fernsehrollen folgten, ihr Schaffen umfasst mehr als 70 Produktionen.

## Privatleben
Camp war ab September 2008 mit ihrem Schauspielkollegen Michael Mosley liiert und heiratete ihn im Frühjahr 2010. Zwei Jahre später ließen die beiden sich scheiden. Seit Juni 2013 ist Camp mit Schauspieler Skylar Astin liiert, am 3. Januar 2016 fand die Verlobung in Hawaii statt. Seit 10. September 2016 ist das Paar verheiratet.
Seit dem Frühjahr 2019 lebt das Paar wieder getrennt.

## Filmografie (Auswahl)
- 2007: Reinventing the Wheelers (Fernsehfilm)
- 2007: And Then Came Love
- 2008: Pretty Bird
- 2008: Just Make Believe
- 2008: Cashmere Mafia (Fernsehserie, Folge 1x01 Pilot)
- 2009, 2013–2014: True Blood (Fernsehserie, 24 Folgen)
- 2009: The Office (Fernsehserie, Folge 6x04 Niagara)
- 2009: Glee (Fernsehserie, Folge 1x13 Alles steht auf dem Spiel)
- 2009: 8 Easy Steps
- 2009: Bottleworld
- 2010: Numbers – Die Logik des Verbrechens (Numb3rs, Fernsehserie, Folge 6x13 Huren und Helden)
- 2010: Covert Affairs (Fernsehserie, Folge 1x06 Affären)
- 2010: Mad Men (Fernsehserie, drei Folgen)
- 2011: Love Bites (Fernsehserie, Folge 1x05 Stand and Deliver)
- 2011: The Help
- 2011: I Hate That I Love You (Fernsehfilm)
- 2011–2012, 2016: Good Wife (The Good Wife, Fernsehserie, 9 Folgen)
- 2012: Forgetting the Girl
- 2012: House of Lies (Fernsehserie, Folge 1x01 Die Bank zahlt alles)
- 2012: Pitch Perfect
- 2012–2013: The Mindy Project (Fernsehserie, 13 Folgen)
- 2013: How I Met Your Mother (Fernsehserie, 2 Folgen)
- 2013: Autumn Wanderer
- 2013, 2015: Ground Floor (Fernsehserie, 3 Folgen)
- 2014: Suddenly Single! Alles auf NEU (Goodbye To All That)
- 2014, 2017: Sofia die Erste – Auf einmal Prinzessin (Sofia, the First, Fernsehserie, 2 Folgen, Stimme)
- 2015: Pitch Perfect 2
- 2015: Allies Alptraum (Caught)
- 2015–2016: Good Girls Revolt (Fernsehserie, 10 Folgen)
- 2016–2017: Unbreakable Kimmy Schmidt (Fernsehserie, 3 Folgen)
- 2016: Café Society
- 2016: One Night
- 2016: Brave New Jersey
- 2017: Amerikas meistgehasste Frau (The Most Hated Woman In America)
- 2017: Pitch Perfect 3
- 2018: Egg
- 2018–2019: Harvey Girls Forever! (Fernsehserie, 2 Folgen, Stimme)
- 2019: The Wedding Year
- 2019: Here Awhile
- 2019: Robot Chicken (Fernsehserie, Folge 10x04 Hermie Nursery in: Seafood Sensation, Stimme)
- 2019–2020: Perfect Harmony (Fernsehserie, 13 Folgen)
- 2020: Die Turteltauben (The Lovebirds)
- 2020: Desperados
- 2022: Mord in Yellowstone City (Murder at Yellowstone City)
- 2022: Jerry und Marge – Die Lottoprofis (Jerry & Marge Go Large)
- 2022: Mr. Mayor (Fernsehserie, Folge 2x05 Die Bank zahlt alles)
- 2022: 5000 Blankets
- 2023: A Little Prayer
- 2023: Unexpected
- 2023: From Black
- 2024: Neo-Dome (Kurzfilm)
- 2024: Nuked
- 2024: Hysteria! (Fernsehserie, 8 Folgen)
- 2025: Bride Hard
- 2025: You – Du wirst mich lieben (You, Fernsehserie, 9 Folgen)

## Theater
- 2007: Equus (West End)
- 2008: Equus (Broadway)
- 2011: All New People
- 2015: Vérité